# Plans de la Coma
Los Plans de la Coma (en catalán: els Plans de la Coma) es una pequeña llanura ocupada por campos de cultivo situada en la zona más elevada de la sierra de Rubió, en el municipio de Rubió (Cataluña, España) situada en el sur de la masía de La Coma y de 800 a 850 metros de altitud.